# Liste der denkmalgeschützten Objekte in Längenfeld
Die Liste der denkmalgeschützten Objekte in Längenfeld enthält die 56 denkmalgeschützten, unbeweglichen Objekte der Gemeinde Längenfeld.

## Denkmäler
| Foto  |                 | Denkmal | Standort                                             | Beschreibung | Metadaten |
| ----- | --------------- | --- | ---------------------------------------------------- | --- | --- |
| ja    | Datei hochladen | Ortskapelle hl. Josef in Unterastlehn HERIS-ID: 17233 Objekt-ID: 13507 TKK: 20516                                                    | gegenüber Astlehn 90a Standort KG: Längenfeld        | Hofkapelle aus dem 19. Jahrhundert mit Altarbild hl. Josef. | BDA-Hist.: Q37835716 Status: § 2a Stand der BDA-Liste: 2025-06-30 Name: Ortskapelle hl. Josef in Unterastlehn GstNr.: .1903 Unterastlehn, Ortskapelle hl. Josef                                     |
| ja    | Datei hochladen | Ortskapelle Maria-Loreto in Au HERIS-ID: 17185 Objekt-ID: 13459 TKK: 20503                                                           | gegenüber Au 137 Standort KG: Längenfeld             | 1732 errichtete rechteckige Kapelle | BDA-Hist.: Q1870268 Status: § 2a Stand der BDA-Liste: 2025-06-30 Name: Ortskapelle Maria-Loreto in Au GstNr.: .1546 Loretokapelle Au, Längenfeld                                                    |
| ja    | Datei hochladen | Ortskapelle Unser Herr im Elend in Bruggen HERIS-ID: 17186 Objekt-ID: 13460 TKK: 20507                                               | Bruggen Standort KG: Längenfeld                      | Kapelle aus dem 19. Jahrhundert mit spätbarockem Altar | BDA-Hist.: Q1728377 Status: § 2a Stand der BDA-Liste: 2025-06-30 Name: Kath. Filialkirche, Bruggen-Längenfeld GstNr.: .786 Wallfahrtskapelle Unser Herr im Elend, Bruggen                           |
| ja    | Datei hochladen | Ortskapelle Burgstein HERIS-ID: 17187 Objekt-ID: 13461 TKK: 20505                                                                    | gegenüber Burgstein 406 Standort KG: Längenfeld      | Kapelle aus dem späten 17. Jahrhundert | BDA-Hist.: Q1493108 Status: § 2a Stand der BDA-Liste: 2025-06-30 Name: Ortskapelle Burgstein GstNr.: .846 Kapelle Burgstein, Längenfeld                                                             |
| ja    | Datei hochladen | Kornkasten, Vorratsspeicher HERIS-ID: 17189 Objekt-ID: 13463 TKK: 20567                                                              | bei Dorf 33 Standort KG: Längenfeld                  | Der Kornspeicher stammt aus der 1. Hälfte des 16. Jahrhunderts. | BDA-Hist.: Q37835239 Status: Bescheid Stand der BDA-Liste: 2025-06-30 Name: Kornkasten, Vorratsspeicher GstNr.: .1591 Kornkasten, Längenfeld                                                        |
| ja    | Datei hochladen | Kapelle Mariahilf in Dorf HERIS-ID: 17188 Objekt-ID: 13462 TKK: 20506                                                                | Dorf 82c, in der Nähe Standort KG: Längenfeld        | 1751 geweihte Kapelle mit polygonalem Schluss | BDA-Hist.: Q37835232 Status: § 2a Stand der BDA-Liste: 2025-06-30 Name: Kapelle Mariahilf in Dorf GstNr.: .1628 Kapelle Mariahilf in Dorf                                                           |
| ja    | Datei hochladen | Ortskapelle hl. Johannes Nepomuk in Espan HERIS-ID: 17191 Objekt-ID: 13465 TKK: 20508                                                | gegenüber Espan 128 Standort KG: Längenfeld          | Barocke Kapelle mit Zwiebelhelm | BDA-Hist.: Q37835245 Status: § 2a Stand der BDA-Liste: 2025-06-30 Name: Ortskapelle hl. Johannes Nepomuk in Espan GstNr.: .1562 Kapelle Espan                                                       |
| ja    | Datei hochladen | Ortskapelle Mariae Krönung in Gottsgut HERIS-ID: 17192 Objekt-ID: 13466 TKK: 20512                                                   | bei Gottsgut 79 Standort KG: Längenfeld              | Barocke Kapelle mit steilem Dach und Marienbild von 1774 | BDA-Hist.: Q37835249 Status: § 2a Stand der BDA-Liste: 2025-06-30 Name: Ortskapelle Mariae Krönung in Gottsgut GstNr.: .1954 Gottsgut Ortskapelle Mariae Krönung                                    |
| ja    | Datei hochladen | Kaplaneikirche Mariahilf und Friedhof in Gries HERIS-ID: 17193 Objekt-ID: 13467 TKK: 20497, 20528, 20511, …                          | gegenüber Gries 4 Standort KG: Längenfeld            | Die barocke Kaplaneikirche in Gries wurde 1655 erbaut und 1703 erweitert. Sie beherbergt eine Kopie des Maria-Hilf-Bildes von Lucas Cranach, welches zum Ziel einer Marienwallfahrt wurde. | BDA-Hist.: Q37835253 Status: § 2a Stand der BDA-Liste: 2025-06-30 Name: Kaplaneikirche Mariahilf und Friedhof in Gries GstNr.: .1297 Kaplaneikirche Mariahilf, Gries im Sulztal                     |
| ja    | Datei hochladen | Widum/Ahornhof HERIS-ID: 17249 Objekt-ID: 13523 TKK: 20609                                                                           | Gries 4 Standort KG: Längenfeld                      | Ehemaliges Widum aus dem 17. Jahrhundert, zugleich als Gasthaus „zum Guten Tropfen“ geführt. | BDA-Hist.: Q37835841 Status: Bescheid Stand der BDA-Liste: 2025-06-30 Name: Widum/Ahornhof GstNr.: .1294                                                                                            |
| ja    | Datei hochladen | Widum und Salettl HERIS-ID: 17199 Objekt-ID: 13473 TKK: 36921                                                                        | Huben 1 Standort KG: Längenfeld                      | Das früher auch als Gasthaus geführte Widum neben der Pfarrkirche Huben stammt aus der ersten Hälfte des 19. Jahrhunderts. Das zweigeschoßige gemauerte Gebäude mit Satteldach ist giebelseitig von Südosten über einen Mittelflurgrundriss erschlossen. Die Fassaden sind mit Putzquaderung, Ecklisenen, Gesimsen und segmentbogigen Putzauflagen über den Maueröffnungen gegliedert. An der Eingangsfassade befindet sich ein Söller und darüber ein Mosaik mit der Darstellung des Guten Hirten. | BDA-Hist.: Q37835338 Status: § 2a Stand der BDA-Liste: 2025-06-30 Name: Widum und Salettl GstNr.: .1984                                                                                             |
| ja    | Datei hochladen | Paarhof mit Mühle, Säge und Backofen HERIS-ID: 17214 Objekt-ID: 13488 TKK: 20592                                                     | Huben 29 Standort KG: Längenfeld                     | Das Paarhof-Ensemble besteht aus einem materiell geteiltem Wohnhaus, einem Wirtschaftsgebäude, einer Sägemühle und einem Backofen. Das Wohngebäude ist ein Doppelhaus, dessen zweigeschoßige Baukörper versetzt in Firstrichtung aneinander gebaut und jeweils mit einem Satteldach mit Bundwerkgiebel gedeckt sind. Der westliche Teil ist aus Bruchsteinmauerwerk und als Kantblockbau mit Putzfassade aufgeführt und traufseitig von Südosten über einen Seitenflur erschlossen. Er weist ein Fassadenfresko mit dem Gnadenbild Mariahilf (18. Jahrhundert) und dem Ziffernblatt einer gemalten Uhr von 1783 auf. Der östliche Teil ist ein Kantblockbau mit Putzfassade, der giebelseitig von Nordosten über einen Mittelflurgrundriss erschlossen ist. Neben dem Rechteckportal befindet sich ein Fresko mit Christus am Ölberg aus dem 18. Jahrhundert. Das Wirtschaftsgebäude nordwestlich des Wohnhauses stammt aus dem 18. Jahrhundert. Der Stall ist in Ständerbohlenbauweise aufgeführt, die darüberliegende Heulege darüber teils in Ständerbauweise, teils als Rundholzblockbau. Die Sägemühle südöstlich des Wohnhauses stammt vermutlich aus dem 18. Jahrhundert und wurde Mitte des 20. Jahrhunderts zu einem Turbinenantrieb umgebaut. Der Bau ist in Ständerbauweise aufgeführt, das Wasser wird über eine Gusseisenröhre zugeführt. Der freistehende Backofen südöstlich des Wohngebäudes aus Bruchsteinmauerwerk unter einem brettergedeckten Satteldach stammt aus der zweiten Hälfte des 19. Jahrhunderts. | BDA-Hist.: Q37835519 Status: Bescheid Stand der BDA-Liste: 2025-06-30 Name: Paarhof mit Mühle, Säge und Backofen GstNr.: .1963/1 Paarhof Huben                                                      |
| ja    | Datei hochladen | Ortskapelle Aschbach-Brand/Mariahilfkapelle HERIS-ID: 17184 Objekt-ID: 13458 TKK: 20502                                              | gegenüber Im Brand 48a Standort KG: Längenfeld       | 1771 erbaute spätbarocke Kapelle mit Altar aus dem 17. Jahrhundert | BDA-Hist.: Q37835213 Status: § 2a Stand der BDA-Liste: 2025-06-30 Name: Ortskapelle Aschbach-Brand/Mariahilfkapelle GstNr.: .807 Ortskapelle Aschbach-Brand                                         |
| BW    | Datei hochladen | Wohngebäude des ehem. Paarhofes „Wastl“ HERIS-ID: 245438 TKK: 20584seit 2023                                                         | Lehn 21 Standort KG: Längenfeld                      | Das zweigeschoßige Wohngebäude mit Satteldach stammt im Baukern aus der zweiten Hälfte des 16. Jahrhunderts (1570 dendrodatiert), es ist am Vorbund inschriftlich mit 1727 datiert. 1856 kartografisch als Holzbau kartiert. Mit Ausnahme des gemauerten Küchenbereiches ist das Gebäude zur Gänze als Kantblockbau gezimmert. Die Putzfassade wurde vermutlich erst nach 1856 angebracht. Das Haus ist giebelseitig von Südosten über einen Mittelflur erschlossen, im Giebelfeld darüber barockes Bundwerk mit vorgelagertem Söller. Innen tonnengewölbte Küche mit Stichkappen. Der Hof ist seit 2020 Teil des Ötztaler Heimat- und Freilichtmuseums. | BDA-Hist.: Q119231461 Status: Bescheid Stand der BDA-Liste: 2025-06-30 Name: Wohngebäude des ehem. Paarhofes „Wastl“ GstNr.: .1446                                                                  |
| ja    | Datei hochladen | Bauernhaus, Schmidlas Hof HERIS-ID: 17203 Objekt-ID: 13477 TKK: 20585                                                                | Lehn 23a–23b Standort KG: Längenfeld                 | Das ursprünglich zweigeschoßige bäuerliche Wohngebäude mit Satteldach hat einen gotischen Baukern (dendrodatiert 1424) in der westlichen Gebäudehälfte und wurde im 17. Jahrhundert und 1813 umgebaut. Seit 2005 ist es Teil des Ötztaler Heimat- und Freilichtmuseums, 2008 wurde es als Verwaltungshaus baulich adaptiert. Der gemauerte Baukörper ist geschoßweise in zwei Wohneinheiten materiell geteilt und giebelseitig von Süden jeweils über einen Mittelflurgrundriss erschlossen. Die Wandöffnungen im Erdgeschoß sind durch Hohlkehlen im Sturzbereich der Fenster sowie durch einen Karniesbogen im Sturz der Eingangstür betont. Im Obergeschoß befindet sich ein söllerartiger Zugang zur zweiten Wohneinheit. Im Inneren haben sich ein tonnengewölbter Flur mit Stichkappen, in der westlichen Gebäudehälfte gotische Deckenbalken und ein Spitzbogenportal mit Steingewände erhalten. Die getäfelte Stube ist inschriftlich 1813 datiert. | BDA-Hist.: Q37835374 Status: Bescheid Stand der BDA-Liste: 2025-06-30 Name: Bauernhaus, Schmidlas Hof GstNr.: .1449                                                                                 |
| ja    | Datei hochladen | Wohnhaus im Freilichtmuseum HERIS-ID: 17204 Objekt-ID: 13478 TKK: 116312                                                             | Lehn 24 Standort KG: Längenfeld                      | Das zweigeschoßige Mittelflurhaus mit Satteldach stammt im Kern aus dem 17. Jahrhundert. Es war bis 1951 bewohnt und ist heute das Hauptgebäude des 1979 eröffneten Ötztaler Heimat- und Freilichtmuseums. Das Haus mit gewölbtem Hausgang und Keller ist in massiver Steinbauweise errichtet. Der Dachstuhl ist 1675/1676 dendrodatiert, der Bundwerkgiebel inschriftlich 1677 datiert. Die Einrichtung und Ausstattung der Wohnräume entsprechen den Wohnverhältnissen um 1900. Der obere Hausgang und einige Räume dienen als Ausstellungsräume. | BDA-Hist.: Q37835387 Status: Bescheid Stand der BDA-Liste: 2025-06-30 Name: Wohnhaus im Freilichtmuseum GstNr.: .1443                                                                               |
| ja    | Datei hochladen | Wirtschaftsgebäude, Stall u. Stadel im Freilichtmuseum HERIS-ID: 17205 Objekt-ID: 13479 TKK: 116313                                  | Lehn 24 Standort KG: Längenfeld                      | Das zweigeschoßige Wirtschaftsgebäude mit Satteldach wurde vom Hof Ludls in Unterried in das Ötztaler Heimat- und Freilichtmuseum transloziert. Der Bau geht ins 17. Jahrhundert zurück (dendrodatiert 1614/1615 und 1616/1617), der Stallbereich wurde zwischen 1933 und 1935 teilweise erneuert. Der ebenerdige Stall ist als Ständerbohlenbau errichtet, im darüber liegenden Stadel werden verschiedene landwirtschaftliche Geräte sowie Transportmittel und Fahrzeuge ausgestellt. | BDA-Hist.: Q37835401 Status: Bescheid Stand der BDA-Liste: 2025-06-30 Name: Wirtschaftsgebäude, Stall u. Stadel im Freilichtmuseum GstNr.: .1443                                                    |
| BW    | Datei hochladen | Pfostenspeicher im Freilichtmuseum HERIS-ID: 17206 Objekt-ID: 13480 TKK: 116314                                                      | Lehn 24 Standort KG: Längenfeld                      | Der eingeschoßige Speicherbau ist Teil des Ötztaler Heimat- und Freilichtmuseums. Der würfelförmige Bau mit brettergedecktem Satteldach ist in Kantblockbauweise gezimmert und 1548/1549 bzw. 1549/1550 dendrodatiert. Als lokale Besonderheit wird der Speicherraum hoch über dem Erdboden von massiven hölzernen Säulen getragen. Die konisch nach oben zulaufenden Holzsäulen haben am oberen Ende eine kreuzförmigen Ausnehmung, in der die untere Balkenreihen des Blockbaues eingesetzt ist. Der Speicherraum ist über eine Freitreppe zu einer vorgelagerten Bretterbühne erschlossen. | BDA-Hist.: Q37835425 Status: Bescheid Stand der BDA-Liste: 2025-06-30 Name: Pfostenspeicher im Freilichtmuseum GstNr.: .1443                                                                        |
| ja    | Datei hochladen | Gattersäge im Freilichtmuseum HERIS-ID: 17207 Objekt-ID: 13481 TKK: 116315                                                           | Lehn 24 Standort KG: Längenfeld                      | Die Sägemühle ist Teil des Ötztaler Heimat- und Freilichtmuseums. Sie steht bereits seit 1827 am jetzigen Ort am Lehnbach, soll aber ursprünglich in der Dorfer Au auf der gegenüberliegenden Talseite von mehreren Bauern als Gemeinschaftssäge betrieben worden sein. Der Großteil der Gattersäge wie der Rahmen des Gatters ist aus Holz gezimmert, das gusseiserne Lager und ein Schwungrad stammen aus späterer Zeit. | BDA-Hist.: Q37835439 Status: Bescheid Stand der BDA-Liste: 2025-06-30 Name: Gattersäge im Freilichtmuseum GstNr.: .1458 Ötztaler Freilichtmuseum - Säge                                             |
| ja    | Datei hochladen | Backofen im Freilichtmuseum HERIS-ID: 17209 Objekt-ID: 13483 TKK: 116311                                                             | Lehn 24 Standort KG: Längenfeld                      | Der Backofen im Ötztaler Heimat- und Freilichtmuseum wurde vor 1856 errichtet, der Dachstuhl ist mit 1933/1934 dendrodatiert. Der freistehende, gemauerte Backofen weist ein brettergedecktes Satteldach auf, die Feuerung befindet sich giebelseitig unter dem vorgezogenen Dach. | BDA-Hist.: Q37835456 Status: Bescheid Stand der BDA-Liste: 2025-06-30 Name: Backofen im Freilichtmuseum GstNr.: .1442                                                                               |
| ja    | Datei hochladen | Kornmühle im Freilichtmuseum HERIS-ID: 17210 Objekt-ID: 13484 TKK: 116317                                                            | Lehn 24 Standort KG: Längenfeld                      | Die kleine Hausmühle stammt aus der Zeit um 1700, sie wurde 1977 aus Zwieselstein in das Ötztaler Heimat- und Freilichtmuseum transloziert. Die Mühle ist auf einem Bruchsteinsteinfundament in Blockbauweise gezimmert, der Mahlgang im Inneren wird über ein oberschlächtiges Zellenschaufelrad angetrieben. | BDA-Hist.: Q37835471 Status: Bescheid Stand der BDA-Liste: 2025-06-30 Name: Kornmühle im Freilichtmuseum GstNr.: 8161/6                                                                             |
| ja    | Datei hochladen | Flachs-Schwinghütte im Freilichtmuseum HERIS-ID: 17211 Objekt-ID: 13485 TKK: 116316                                                  | Lehn 24 Standort KG: Längenfeld                      | Die Flachs-Schwinghütte aus dem 19. Jahrhundert, ein eingeschoßiger Ständerbau, wurde 1975 aus Umhausen in das Ötztaler Heimat- und Freilichtmuseum transloziert. Über ein Brettergerinne wird Wasser auf das unterschlächtige Schaufelrad geleitet, das sich in einer überdachten Radstube befindet. Die Kraftübertragung auf eine waagrechte Welle im Inneren des Gebäudes erfolgt über eine Riemenscheibe. Am Wellbaum sind vier hölzerne Schwingräder montiert, die aus Scheiben mit radial angeordneten Messern bestehen. | BDA-Hist.: Q37835484 Status: Bescheid Stand der BDA-Liste: 2025-06-30 Name: Flachs-Schwinghütte im Freilichtmuseum GstNr.: .527 Ötztaler Freilichtmuseum - Flachs-Schwinghütte                      |
| ja    | Datei hochladen | Bauernhofanlage HERIS-ID: 17213 Objekt-ID: 13487 TKK: 20588, 20587                                                                   | Lehn 28 Standort KG: Längenfeld                      | Der zweigeschoßige, längsgeteilte Einhof mit Satteldach stammt im Kern aus der ersten Hälfte des 17. Jahrhunderts (inschriftliche 1632 datiert), wurde 1775 durch Verlängerung des Wirtschaftsteiles an der Südwestecke erweitert und 1882 weiter umgebaut. Wohnteil und Wirtschaftstrakt sind entlang der Firstlinie geteilt. Der Wohnteil ist zur Gänze gemauert, im Wirtschaftsteil ist die Heulege über dem gemauerten Stall als Rundholzblockbau gezimmert. Der Wohnteil ist giebelseitig über einen Mittelflurgrundriss erschlossen. Die Fenster im Wohnteil sind großteils durch Hohlkehlen im Sturzbereich betont. An der Eingangsfassade befindet sich ein Bundwerkgiebel mit vorgelagertem Söller, der am Vorbund inschriftlich 1632 und 1882 datiert ist. Im Inneren haben sich eine tonnengewölbte Küche und getäfelte Stube von 1778 erhalten. Im Keller finden sich ein Tonnengewölbe und ein Türsturz mit Kielbogenabschluss. Der an der Südwestecke über die Fassadenflucht vorgebaute Wirtschaftsteil über der giebelseitigen Tenneneinfahrt ist inschriftlich 1775 datiert. | BDA-Hist.: Q37835508 Status: Bescheid Stand der BDA-Liste: 2025-06-30 Name: Bauernhofanlage GstNr.: .1450, .1439                                                                                    |
| BW    | Datei hochladen | Blockbau im Freilichtmuseum HERIS-ID: 17252 Objekt-ID: 13526 TKK: 116318                                                             | Standort KG: Längenfeld                              | Das zweigeschoßige Wohngebäude mit schindelgedecktem Satteldach und giebelseitig von Osten erschlossenem Seitenflurgrundriss stammt vermutlich aus dem 16. Jahrhundert, es ist heute Teil des Ötztaler Heimat- und Freilichtmuseums. Fundament und Küchenbereich in der Südwestecke sind gemauert, der Baukörper darüber in Kantblockbauweise gezimmert. An der östlichen Eingangsfassade ist im Erdgeschoß im Blockgefüge teils die ursprüngliche Befensterung mit kleinen, aus der Blockwand ausgenommenen Schuberluken sichtbar. Im Inneren sind Stube und Küche über den Seitenflur erschlossen, im Obergeschoß befinden sich die Schlafkammern. | BDA-Hist.: Q37835865 Status: § 2a Stand der BDA-Liste: 2025-06-30 Name: Blockbau im Freilichtmuseum GstNr.: 8161/6                                                                                  |
| ja    | Datei hochladen | Kapelle Maria Immaculata in Lehn HERIS-ID: 17202 Objekt-ID: 13476 TKK: 20532                                                         | bei Lehn 130 Standort KG: Längenfeld                 | Die Kapelle über dem Grundriss eines verlängerten Achtecks wurde um 1684 erbaut. Der hölzerne Dachreiter mit Giebelspitzhelm auf dem hohen, abgewalmten Schindeldach stammt vermutlich aus der zweiten Hälfte des 19. Jahrhunderts. An der Südwestseite befindet sich ein Rundbogenportal. Über den stumpf-spitzbogigen Fenstern wird um die gesamte Kapelle ein geputztes Gesims geführt. Das Innere der zweijochigen Kapelle wird von einer Stichkappentonne überwölbt. Das Gewölbe ist mit Stuckauflagen mit Rosetten an den Schnittpunkten versehen. | BDA-Hist.: Q37835362 Status: § 2a Stand der BDA-Liste: 2025-06-30 Name: Kapelle Maria Immaculata in Lehn GstNr.: .1436 Kapelle Lehn                                                                 |
| ja    | Datei hochladen | Kath. Pfarrkirche hl. Katharina und Friedhof in Oberlängenfeld HERIS-ID: 17216 Objekt-ID: 13490 TKK: 20489                           | bei Oberlängenfeld 5 Standort KG: Längenfeld         | Im Kern spätgotische langgestreckte Kirche, im 17. Jahrhundert erweitert und barockisiert. | BDA-Hist.: Q1736080 Status: § 2a Stand der BDA-Liste: 2025-06-30 Name: Kath. Pfarrkirche hl. Katharina und Friedhof in Oberlängenfeld GstNr.: .1798, 12470/2, 12470/3 Sankt Katharina (Längenfeld)  |
| ja    | Datei hochladen | Lourdeskapelle in Oberlängenfeld HERIS-ID: 17217 Objekt-ID: 13491 TKK: 33639                                                         | bei Oberlängenfeld 5 Standort KG: Längenfeld         | Lourdeskapelle im Friedhof nördlich der Kirche | BDA-Hist.: Q37835556 Status: § 2a Stand der BDA-Liste: 2025-06-30 Name: Lourdeskapelle in Oberlängenfeld GstNr.: .1798                                                                              |
| ja    | Datei hochladen | Friedhofskapelle in Oberlängenfeld HERIS-ID: 17224 Objekt-ID: 13498 TKK: 20492                                                       | bei Oberlängenfeld 5 Standort KG: Längenfeld         | Die 1698 geweihte Kapelle mit quadratischem Grundriss und schindelgedecktem Pyramidendach ist von Nordwesten über ein Rundbogenportal erschlossen. Die Fassaden sind mit gemalter Architekturgliederung an den Gebäudekanten und den Maueröffnungen gestaltet. Das kreuzgewölbte Innere weist Stuckauflagen an den Gewölbegraten und als Fensterrahmung sowie einen stuckierten Altaraufbau mit Muschelkonchen auf. | BDA-Hist.: Q37835627 Status: § 2a Stand der BDA-Liste: 2025-06-30 Name: Friedhofskapelle in Oberlängenfeld GstNr.: .1798 Friedhofskapelle Oberlängenfeld                                            |
| ja    | Datei hochladen | Bauernhaus Riml HERIS-ID: 17220 Objekt-ID: 13494 TKK: 20651                                                                          | Oberlängenfeld 4 Standort KG: Längenfeld             | Das zweigeschoßige Wohngebäude eines Paarhofes wurde 1778 erbaut. Der gemauerte Bau mit Satteldach ist giebelseitig von Westen über einen Mittelflur erschlossen. Die Fassade ist mit spätbarocker Malerei vom Ende des 18. Jahrhunderts geschmückt. Die Gebäudekanten, Fenster und das Rundbogenportal sind mit Architekturmalerei versehen. Über dem Portal findet sich eine Darstellung des Gnadenbildes Maria vom guten Rat, von Engeln flankiert, links daneben eine gemalte Sonnenuhr, rechts die Heilung eines Besessenen. Im Giebelfeld befindet sich ein vorgelagerter Söller und ein Vorbund mit Haussegensspruch und der Jahreszahl 1778. | BDA-Hist.: Q37835591 Status: Bescheid Stand der BDA-Liste: 2025-06-30 Name: Bauernhaus Riml GstNr.: .1795/3                                                                                         |
| ja    | Datei hochladen | Ehem. Widum, Gasthaus Mesner Stuben HERIS-ID: 17225 Objekt-ID: 13499 TKK: 20666                                                      | Oberlängenfeld 24 Standort KG: Längenfeld            | Das aus dem 16. Jahrhundert stammende Widum wurde in der zweiten Hälfte des 17. Jahrhunderts umgebaut. Seit dem Bau des neuen Widums 1920 wird es als Gasthaus genutzt. Der zweigeschoßige Mauerbau mit Satteldach ist giebelseitig von Osten über einen Mittelflur erschlossen. Im Inneren haben sich ein Hausgang mit Stichkappengewölbe, eine überwölbte Treppe in das Obergeschoß und eine Küche mit Tonnengewölbe erhalten. Das Flurgewölbe im Erdgeschoß und die Flachdecke des Hausganges im Obergeschoß sind mit Stuckauflagen aus der zweiten Hälfte des 17. Jahrhunderts verziert. | BDA-Hist.: Q37835637 Status: § 57-Mandatsbescheid Stand der BDA-Liste: 2025-06-30 Name: Ehem. Widum, Gasthaus Mesner Stuben GstNr.: .1847                                                           |
| ja    | Datei hochladen | Widum HERIS-ID: 17222 Objekt-ID: 13496 TKK: 20885                                                                                    | Oberlängenfeld 31 Standort KG: Längenfeld            | Der zweigeschoßige Mauerbau mit Satteldach stammt im Kern vermutlich aus dem 18. Jahrhundert und ist traufseitig über einen Mittelflur erschlossen. | BDA-Hist.: Q37835601 Status: § 2a Stand der BDA-Liste: 2025-06-30 Name: Widum GstNr.: .1848 |
| ja    | Datei hochladen | Frühmesswidum HERIS-ID: 17226 Objekt-ID: 13500 TKK: 20667                                                                            | Oberlängenfeld 32 Standort KG: Längenfeld            | Das Frühmesserhaus aus dem 17. Jahrhundert wird seit 1983 privat genutzt. Der zweigeschoßige gemauerte Bau mit Satteldach ist giebelseitig von Südosten über einen Mittelflur erschlossen. An der Südwestseite ist das Gebäude mit einer wuchtigen Gartenmauer eingefriedet. Die Eingangsfassade weist ein rundbogig geschlossenes Portal, ein querovales Ochsenauge und einen Bundwerkgiebel mit Vorbund und vorgelagertem Söller auf. Die Flure im Erd- und Obergeschoß, zwei Kellerräume und die Küche im Erdgeschoß sind mit einem Tonnengewölbe versehen. | BDA-Hist.: Q37835662 Status: Bescheid Stand der BDA-Liste: 2025-06-30 Name: Frühmesswidum GstNr.: .1857                                                                                             |
| ja    | Datei hochladen | Ortskapelle Mariahilf in Oberried HERIS-ID: 17231 Objekt-ID: 13505 TKK: 20534                                                        | bei Oberried 60a Standort KG: Längenfeld             | Barocke Kapelle aus dem späten 17. Jahrhundert | BDA-Hist.: Q37835690 Status: § 2a Stand der BDA-Liste: 2025-06-30 Name: Ortskapelle Mariahilf in Oberried GstNr.: .1505 Ortskapelle Oberried                                                        |
| ja    | Datei hochladen | Kapelle Maria Himmelfahrt in Runhof HERIS-ID: 17219 Objekt-ID: 13493 TKK: 20515                                                      | bei Runhof 73 Standort KG: Längenfeld                | Barocke Kapelle mit Altarbild Mariahilf und Statuen aus der Mitte des 18. Jahrhunderts | BDA-Hist.: Q37835581 Status: § 2a Stand der BDA-Liste: 2025-06-30 Name: Kapelle Maria Himmelfahrt in Runhof GstNr.: .1926 Kapelle Runhof, Längenfeld                                                |
| ja    | Datei hochladen | Kornkasten und Backofen HERIS-ID: 17234 Objekt-ID: 13508 TKK: 20624                                                                  | bei Unterlängenfeld 149 Standort KG: Längenfeld      | 1665 bezeichneter Getreidekasten mit gemalter Eckquaderung | BDA-Hist.: Q37835730 Status: Bescheid Stand der BDA-Liste: 2025-06-30 Name: Kornkasten und Backofen GstNr.: .1742                                                                                   |
| ja    | Datei hochladen | Sennkapelle/Schneiderkapelle HERIS-ID: 17236 Objekt-ID: 13510 TKK: 20520                                                             | Unterlängenfeld 8a Standort KG: Längenfeld           | Die 1701 gestiftete Hofkapelle ist südlich an das Wirtschaftsgebäude des Sennhofes angebaut. Der barocke Mauerbau über unregelmäßigem sechseckigem Grundriss mit schindelgedecktem Walmdach mit Dachreiter und Laterne wurde von Peter Keil errichtet. An der südlichen Eingangsfassade befindet sich ein Rundbogenportal mit darüber liegendem Fenster, das Giebelfeld zeigt ein von Wolfram Köberl geschaffenes Fresko mit Christus an der Geißelsäule, flankiert von den Gnadenbildern Maria Einsiedeln und Maria Waldrast. Das Innere ist als Zentralraum mit Kuppel und Laterne gestaltet. Der dreiseitig geschlossene Chor ist durch einen eingezogenen Triumphbogen vom Betraum abgetrennt. Am Übergang zur Kuppel befindet sich ein Profilgesims aus schwarz marmoriertem Holz. Die Kuppel ist mit einem Deckengemälde mit der Engelweihe von Maria Einsiedeln und zahlreichen Heiligenfiguren geschmückt. | BDA-Hist.: Q37835764 Status: Bescheid Stand der BDA-Liste: 2025-06-30 Name: Sennkapelle/Schneiderkapelle GstNr.: .1728/2 Sennkapelle, Längenfeld                                                    |
| ja    | Datei hochladen | Sennhaus und Wirtschaftsgebäude HERIS-ID: 17235 Objekt-ID: 13509 TKK: 20634, 20630                                                   | Unterlängenfeld 8a, 8b Standort KG: Längenfeld       | Der Hof besteht aus einem Wohn- und einem Wirtschaftsgebäude mit angebauter Hofkapelle. Das zweigeschoßige gemauerte Wohnhaus mit Satteldach, Geburtshaus von Franz Senn, wurde 1773 erbaut. Die beiden Wohnteile des in Firstrichtung geteilten Hauses sind giebelseitig jeweils über einen Seitenflur mit Rundbogenportalen erschlossen. Darüber befindet sich ein Bundwerkgiebel mit vorgelagertem Söller und Haussegensspruch. Die spätbarocken Fassadenfresken aus dem ausgehenden 18. Jahrhundert zeigen an der Eingangsfassade im Obergeschoß die Himmelfahrt Mariens und Christus als Guten Hirte, an der südwestlichen Traufseite Fresko die Kreuzigung Christi. Das im rechten Winkel an das Wohnhaus anschließende Wirtschaftsgebäude wurde vermutlich zur selben Zeit erbaut. Der traufseitig erschlossene Stall ist gemauert, die Heulege darüber in Rundholzblockbau gezimmert. Am Übergang zur giebelseitig angebauten Kapelle befindet sich ein spätbarockes Fresko mit Christus am Ölberg. | BDA-Hist.: Q37835739 Status: Bescheid Stand der BDA-Liste: 2025-06-30 Name: Sennhaus und Wirtschaftsgebäude GstNr.: .1728/2, .1728/1 Sennhaus, Längenfeld                                           |
| ja    | Datei hochladen | Kapelle Maria Himmelfahrt in Unterried HERIS-ID: 17242 Objekt-ID: 13516 TKK: 20522                                                   | bei Unterried 57a Standort KG: Längenfeld            | 1770 errichteter kleiner barocker Saalbau | BDA-Hist.: Q37835802 Status: § 2a Stand der BDA-Liste: 2025-06-30 Name: Kapelle Maria Himmelfahrt in Unterried GstNr.: .1400 Kapelle Unterried                                                      |
| ja    | Datei hochladen | Philomenakapelle HERIS-ID: 97258 Objekt-ID: 113034 TKK: 20521                                                                        | Unterried Standort KG: Längenfeld                    | Ein seit mindestens 1856 existierender Vorgängerbau wurde um 1975 durch einen offenen Nischenbau mit flachem Satteldach und einer zweiseitigen Ausbuchtung ersetzt. Im Westen und Norden ist die Kapelle von einer Natursteinmauer umgeben. | BDA-Hist.: Q37769690 Status: § 2a Stand der BDA-Liste: 2025-06-30 Name: Philomenakapelle GstNr.: .1429                                                                                              |
| ja    | Datei hochladen | Nösslachkapelle/Kraftfahrerkapelle HERIS-ID: 97262 Objekt-ID: 113038 TKK: 20500                                                      | Au 260, in der Nähe Standort KG: Längenfeld          | Ein vermutlich barocker Vorgängerbau wurde um 1974 durch einen Neubau südöstlich des alten Standortes ersetzt. Der gemauerte Kapellenbildstock mit brettergedecktem Satteldach ist nach Südwesten in einem Rundbogen geöffnet. Im tonnengewölbten Inneren befindet sich ein Steinrelief der Maria mit Kind von Erich Keber von 1974. | BDA-Hist.: Q37769713 Status: § 2a Stand der BDA-Liste: 2025-06-30 Name: Nösslachkapelle/Kraftfahrerkapelle GstNr.: .983/4                                                                           |
| ja    | Datei hochladen | Wegkapelle hl. Johannes Nepomuk in Gries HERIS-ID: 17194 Objekt-ID: 13468 TKK: 20510                                                 | gegenüber Gries 60 Standort KG: Längenfeld           | Der gemauerte Kapellenbildstock mit geradem Chorschluss und flachem Satteldach wurde in der zweiten Hälfte des 19. Jahrhunderts errichtet. Die dreipassförmig geöffnete Nische ist mit einer Stichkappentonne über flachen Konsolen und leichten Stuckauflagen überwölbt und beherbergt eine Nepomukfigur aus dem 18. Jahrhundert. | BDA-Hist.: Q37835268 Status: § 2a Stand der BDA-Liste: 2025-06-30 Name: Wegkapelle hl. Johannes Nepomuk in Gries GstNr.: .1337                                                                      |
| ja    | Datei hochladen | Stiftskapelle in Gries HERIS-ID: 17195 Objekt-ID: 13469 TKK: 20509                                                                   | Standort KG: Längenfeld                              | Der gemauerte Kapellenbildstock mit geradem Chorschluss und flachem Satteldach wurde in der ersten Hälfte des 19. Jahrhunderts errichtet. Der nach Süden im Rundbogen geöffnete Innenraum ist mit einem Tonnengewölbe mit angedeuteten Stichkappen versehen und beherbergt ein Kruzifix sowie 1975 gemalte Fresken mit Assistenzfiguren und dem hl. Christophorus. | BDA-Hist.: Q37835280 Status: § 2a Stand der BDA-Liste: 2025-06-30 Name: Stiftskapelle in Gries GstNr.: .1338                                                                                        |
| ja    | Datei hochladen | Kath. Pfarrkirche hl. Martin in Huben und Friedhof HERIS-ID: 17196 Objekt-ID: 13470 TKK: 20493, 144424, 20494                        | gegenüber Huben 37 Standort KG: Längenfeld           | Ein 1679 nach Zerstörung wieder aufgebauter Vorgängerbau wurde 1805/06 unter Beibehaltung des Presbyteriums und des Turms durch einen Neubau ersetzt. Die Westfassade weist ein rundbogiges Portal, eine Fensteröffnung und flankierende Nischen auf. Am Giebel befindet sich ein Fresko mit der Mantelspende des hl. Martin aus der ersten Hälfte des 19. Jahrhunderts. Das dreijochige Langhaus unter einem Stichkappentonnengewölbe mit einem rundbogigen Triumphbogen schließt mit einer polygonalen Apsis. Die Gewölbemalereien mit szenischen Darstellungen der hll. Martin und Kassian, Christi und der Evangelisten wurden 1816 von Johann Wanner geschaffen, das Altarbild am aus spätbarocken Elementen zusammengesetzten Hochaltar stammt von Theres Strigl von 1891. | BDA-Hist.: Q22488194 Status: § 2a Stand der BDA-Liste: 2025-06-30 Name: Kath. Pfarrkirche hl. Martin in Huben und Friedhof GstNr.: .1983 Kirche und Friedhof Huben                                  |
| ja    | Datei hochladen | Friedhofskapelle in Huben HERIS-ID: 17197 Objekt-ID: 13471 TKK: 20494                                                                | Huben 1, in der Nähe Standort KG: Längenfeld         | Die gemauerte Friedhofskapelle an der südlichen Friedhofsmauer mit steilem, schindelgedecktem Satteldach wurde Ende des 19. Jahrhunderts errichtet. Die Fassaden sind mit Eckquaderung an den Gebäudekanten und Putzfaschen um die rundbogigen Maueröffnungen gestaltet. | BDA-Hist.: Q37835315 Status: § 2a Stand der BDA-Liste: 2025-06-30 Name: Friedhofskapelle in Huben GstNr.: .1983 Kirche und Friedhof Huben                                                           |
| ja    | Datei hochladen | Lourdeskapelle in Huben HERIS-ID: 17198 Objekt-ID: 13472 TKK: 20496                                                                  | Huben 1, in der Nähe Standort KG: Längenfeld         | Der gemauerte Nischenbildstock an der westlichen Friedhofsmauer mit schindelgedecktem Satteldach wurde Anfang des 20. Jahrhunderts errichtet. In der spitzbogig geschlossenen Nische befindet sich eine Lourdesgrotte. | BDA-Hist.: Q37835329 Status: § 2a Stand der BDA-Liste: 2025-06-30 Name: Lourdeskapelle in Huben GstNr.: .1983 Kirche und Friedhof Huben                                                             |
| ja    | Datei hochladen | Kapelle Platterecke in Huben HERIS-ID: 17200 Objekt-ID: 13474 TKK: 20529                                                             | Huben 35, bei Standort KG: Längenfeld                | Der gemauerte Kapellenbildstock mit dreiseitigem Chorschluss und steilem, schindelgedecktem Satteldach wurde 1870 anlässlich der Verbauung der Ötztaler Ache errichtet. Die in einem breiten Rundbogen geöffneten Nische ist mit einem Tonnengewölbe versehen. | BDA-Hist.: Q37835352 Status: § 2a Stand der BDA-Liste: 2025-06-30 Name: Kapelle Platterecke in Huben GstNr.: 9167/1 Kapelle Platterecke, Huben                                                      |
| ja    | Datei hochladen | Zarrachkapelle HERIS-ID: 17212 Objekt-ID: 13486 TKK: 20533                                                                           | bei Lehn 24 (Heimatmuseum) Standort KG: Längenfeld   | Der gemauerte Kapellenbildstock mit geradem Chorschluss und flachem Satteldach wurde in der zweiten Hälfte des 19. Jahrhunderts vermutlich anlässlich einer Vermurung durch den Lehnbach errichtet. In der vergitterten Segmentbogennische befindet sich eine Lourdesgrotte. | BDA-Hist.: Q37835497 Status: § 2a Stand der BDA-Liste: 2025-06-30 Name: Zarrachkapelle GstNr.: 8161/6                                                                                               |
| ja    | Datei hochladen | Kapelle am Wiesle HERIS-ID: 17218 Objekt-ID: 13492 TKK: 20524                                                                        | bei Au 72 Standort KG: Längenfeld                    | 1928 errichtete, einjochige Kapelle mit rundem Chorschluss. Der Betraum wurde mit einer Holzvertäfelung versehen, an der Eingangsfassade wurde ein Rundbogenportal eingelassen. Die Kapelle wurde der hl. Theresia geweiht. | BDA-Hist.: Q37835569 Status: § 2a Stand der BDA-Liste: 2025-06-30 Name: Kapelle am Wiesle GstNr.: 11121 Kapelle am Wiesle, Längenfeld                                                               |
| ja    | Datei hochladen | Ortskapelle Maria Himmelfahrt in Winklen HERIS-ID: 17223 Objekt-ID: 13497 TKK: 20525                                                 | gegenüber Winklen 87 Standort KG: Längenfeld         | Die gemauerte Kapelle mit rechteckigem Betraum, dreiseitigem Chorschluss und schindelgedecktem Satteldach mit hölzernem Dachreiter wurde in der ersten Hälfte des 18. Jahrhunderts erbaut. An der westlichen Eingangsfassade befindet sich ein Rundbogenportal, darüber ein runder Oculus und eine kreuzförmige Mauervertiefung im Giebelfeld. Der Innenraum weist ein Tonnengewölbe mit Stichkappen und Stuckauflagen auf. | BDA-Hist.: Q37835615 Status: § 2a Stand der BDA-Liste: 2025-06-30 Name: Ortskapelle Maria Himmelfahrt in Winklen GstNr.: .1348 Kapelle Maria Himmelfahrt in Winklen                                 |
| ja BW | Datei hochladen | Schilcherkapelle in Oberlängenfeld HERIS-ID: 17229 Objekt-ID: 13503 TKK: 20537                                                       | bei Oberlängenfeld 12 Standort KG: Längenfeld        | Der mit 1687 bezeichnete gemauerte Kapellenbildstock mit geradem Chorschluss und Satteldach weist eine Dreipassbogenöffnung auf, die von gedrehten, mit Weinranken umschlungenen Halbsäulen flankiert wird. Im Giebelfeld Stuckrosetten und Engelsköpfchen, inschriftlich 1687 datiert. Das Giebelfeld ist mit Stuckrosetten und Engelsköpfchen, das Gewölbe mit Stuckauflagen verziert. In der Nische befindet sich eine Kreuzigungsgruppe. | BDA-Hist.: Q37835674 Status: § 2a Stand der BDA-Liste: 2025-06-30 Name: Schilcherkapelle in Oberlängenfeld GstNr.: .1821                                                                            |
| ja    | Datei hochladen | Kath. Filialkirche Hl. Dreifaltigkeit und Friedhof am Kropfbühel in Oberried/Pestkapelle HERIS-ID: 17230 Objekt-ID: 13504 TKK: 20499 | Standort KG: Längenfeld                              | Die von einer Mauer umgebene Kirche am Kropfbühel westlich der Ötztaler Ache wurde zwischen 1661 und 1666 als Pestkapelle erbaut. Das spätgotisch geprägte Äußere ist durch Dreiecklisenen und Strebepfeiler gegliedert. An breiten, polygonal schließenden Chor steht nordseitig der Turm mit Spitzhelm, durch Gesimse abgesetztem Glockengeschoß, Maßwerkschallfenstern und Spitzbogenfenstern. Das vierjochige Langhaus weist im Inneren gekehlte Wandpfeiler, Stuckkapitelle aus dem 17. Jahrhundert und ein Tonnengewölbe mit spitzbogigen Stichkappen auf. | BDA-Hist.: Q1751208 Status: § 2a Stand der BDA-Liste: 2025-06-30 Name: Kath. Filialkirche Hl. Dreifaltigkeit und Friedhof am Kropfbühel in Oberried/Pestkapelle GstNr.: .588, 8029 Kropfbühelkirche |
| ja    | Datei hochladen | Santerkapelle in Runhof HERIS-ID: 17232 Objekt-ID: 13506 TKK: 20501                                                                  | Standort KG: Längenfeld                              | Der gemauerte Kapellenbildstock mit nach Osten geöffneten Rundbogen wurde Anfang des 20. Jahrhunderts errichtet. In der vergitterten Nische befindet sich eine Darstellung des hl. Johannes Nepomuk von 1932. | BDA-Hist.: Q37835704 Status: § 2a Stand der BDA-Liste: 2025-06-30 Name: Santerkapelle in Runhof GstNr.: 12678 Santerkapelle, Längenfeld                                                             |
| ja    | Datei hochladen | Obere Kapelle in Unterlängenfeld HERIS-ID: 17240 Objekt-ID: 13514 TKK: 20518                                                         | Standort KG: Längenfeld                              | Der gemauerte Kapellenbildstock mit geradem Chorschluss und flachem Satteldach wurde nach 1856 errichtet. Der Innenraum weist eine Stichkappentonne mit leichten Stuckauflagen auf. | BDA-Hist.: Q37835778 Status: § 2a Stand der BDA-Liste: 2025-06-30 Name: Obere Kapelle in Unterlängenfeld GstNr.: 10964/1                                                                            |
| ja    | Datei hochladen | Trujen-Kapelle in Unterlängenfeld HERIS-ID: 17241 Objekt-ID: 13515 TKK: 20517                                                        | gegenüber Unterlängenfeld 91 Standort KG: Längenfeld | Der gemauerte Kapellenbildstock mit geradem Chorschluss und brettergedecktem Satteldach wurde zwischen 1931 und 1936 anstelle eines vermutlich barocken Vorgängerbaus errichtet. Der in einem weiten Rundbogen geöffnete Innenraum weist ein Tonnengewölbe auf und beherbergt eine Kreuzigungsgruppe. | BDA-Hist.: Q37835790 Status: § 2a Stand der BDA-Liste: 2025-06-30 Name: Trujen-Kapelle in Unterlängenfeld GstNr.: .108/2                                                                            |
| ja    | Datei hochladen | Kruzifix in Oberlängenfeld HERIS-ID: 17251 Objekt-ID: 13525 TKK: 20544                                                               | gegenüber Oberlängenfeld 102 Standort KG: Längenfeld | Das Wegkreuz in geschlossenem Bretterkasten auf gemauertem Sockel mit Corpus im Dreinageltypus stammt vom Ende des 18. Jahrhunderts. | BDA-Hist.: Q37835854 Status: § 2a Stand der BDA-Liste: 2025-06-30 Name: Kruzifix in Oberlängenfeld GstNr.: 12598                                                                                    |
| ja    | Datei hochladen | Ortskapelle Mariahilf in Winklen HERIS-ID: 17246 Objekt-ID: 13520 TKK: 20526                                                         | Winkle 38, bei Standort KG: Längenfeld               | Die gemauerte Kapelle mit rechteckigem Betraum und dreiseitigem Chorschluss wurde 1696 errichtet. Am steilen, schindelgedeckten Satteldach befindet sich ein hölzerner Dachreiter mit Pyramidendach. Die westliche Eingangsfassade weist ein Rundbogenportal mit seitlichem Segmentbogenfenstern und darüber ein rundes Ochsenauge auf. Die Fassaden sind mit gemalter Quaderung an den Gebäudekanten und Maueröffnungen gegliedert. Das Innere weist ein Tonnengewölbe mit Stichkappen und Stuckauflagen mit Engelsköpfen auf. | BDA-Hist.: Q37835830 Status: Bescheid Stand der BDA-Liste: 2025-06-30 Name: Ortskapelle Mariahilf in Winklen GstNr.: .776                                                                           |

## Ehemalige Denkmäler
| Foto |                 | Denkmal                                                   | Standort                                       | Beschreibung | Metadaten |
| ---- | --------------- | --------------------------------------------------------- | ---------------------------------------------- | --- | --- |
| ja   | Datei hochladen | Doppelpfostenspeicher Objekt-ID: 13512 TKK: 20642bis 2012 | bei Unterlängenfeld 17 Standort KG: Längenfeld | Der eingeschoßige Pfostenspeicher mit brettergedecktem Satteldach, der Holzbau wurde mit 1677 dendrodatiert, ist über dem Türsturz inschriftlich mit 1678 datiert. Der Baukörper ist in Blockbauweise gezimmert. Der Speicherraum hoch über dem Erdboden ist von massiven hölzernen Säulen getragen, ein besonderes lokales Merkmal. Die konischen, nach oben zulaufenden Holzsäulen haben am oberen Ende eine kreuzförmige Ausnehmung, darin sind die unteren Balkenreihen des Blockbaues eingesetzt. Die Erschließung der beiden Speicherräume erfolgte über eine giebelseitige Freitreppe zu einer vorgelagerten Bretterbühne. Der Speicher wurde 2011 durch Brand zerstört. | BDA-Hist.: Q106652419 Status: Bescheid Stand der BDA-Liste: 2012-06-06 Name: Doppelpfostenspeicher GstNr.: .1644/1, .1647 |